# Liste der Monuments historiques in Louannec
Die Liste der Monuments historiques in Louannec führt die Monuments historiques in der französischen Gemeinde Louannec auf.

## Liste der Bauwerke
| Bezeichnung       | Beschreibung                          | Standort | Kennzeichnung | Schutzstatus | Datum | Bild           |
| ----------------- | ------------------------------------- | -------- | ------------- | ------------ | ----- | -------------- |
| Manoir de Barac’h | Herrenhaus, erbaut im 13. Jahrhundert | (Lage)   | PA00089316    | Inscrit      | 1930  | weitere Bilder |
| Manoir du Cosquer | Herrenhaus, erbaut im 16. Jahrhundert | (Lage)   | PA00089315    | Inscrit      | 1964  |                |

## Liste der Objekte

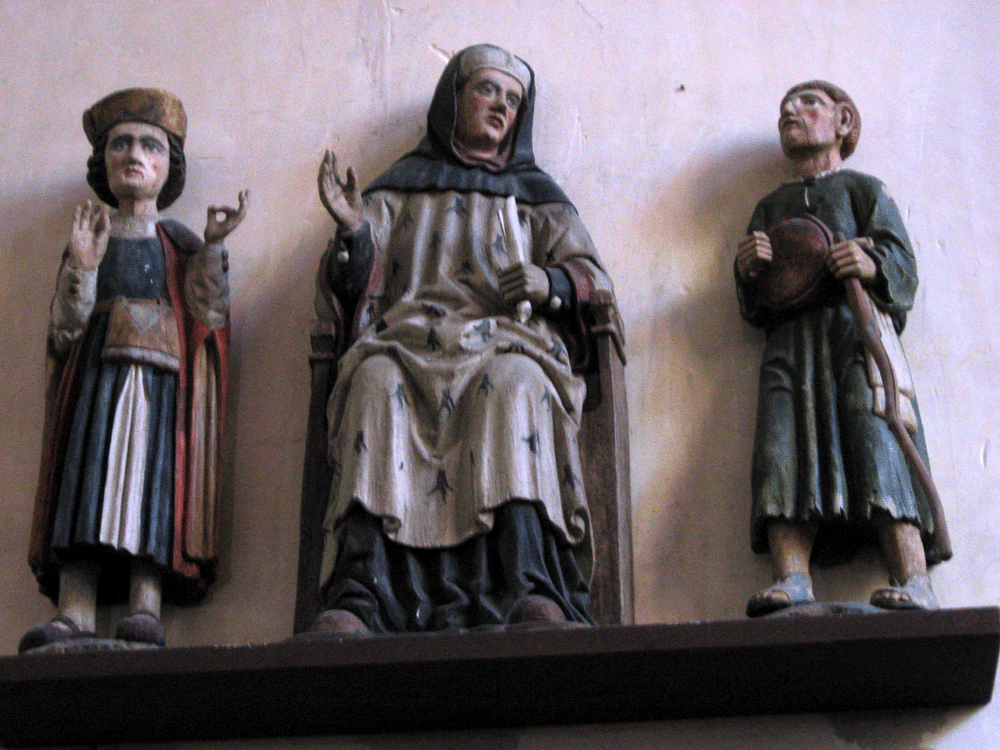
Skulpturengruppe Der heilige Yves zwischen dem Reichen und dem Armen (16. Jahrhundert) in der Kirche St. Yves

- Monuments historiques (Objekte) in Louannec in der Base Palissy des französischen Kultusministeriums